# Цегельне (Синельниківський район)
Цегельне (до 2025 року — Кирпичне) — село в Україні, у Синельниківському районі Дніпропетровської області. Входить до складу Покровської селищної громади. Населення становить всього 1 особа. Колишній орган місцевого самоврядування — Вишнівська сільська рада.

## Географія
Село розташоване на правому березі річки Янчул, вище за течією на відстані 1 км розташоване село Привілля, на протилежному березі — село Єгорівка. На відстані 1 км розташоване село Вишневе.

## Назва
Походження назви пов'язане з цеглою: при заснуванні поселення виготовляли цеглу, побудувавши для цього спеціальну піч.

## Історія
1926 — дата заснування.
Засноване в першій чверті ХХ століття. У післявоєнний період (після 1945 року) число жителів різко зменшилось. Зараз в селі (за даними районного історичного музею) в одному будинку проживає один пенсіонер похилого віку.
12 червня 2020 року, відповідно до розпорядження Кабінету Міністрів України № 709-р від «Про визначення адміністративних центрів та затвердження територій територіальних громад Дніпропетровської області», увійшло до складу Покровської селищної громади.
19 липня 2020 року, в результаті адміністративно-територіальної реформи і ліквідації Покровського району, село увійшло до складу новоутвореного Синельниківського району.